# Премия Померанчука
Премия Померанчука — премия в области теоретической физики, ежегодно присуждаемая Институтом теоретической и экспериментальной физики. Учреждена в 1998 году в год 85-летия со дня рождения Исаака Яковлевича Померанчука. Согласно статуту на премию не могут быть номинированы нобелевские лауреаты.
Имена лауреатов премии называются в день рождения Померанчука — 20 мая.
Лауреаты:
- 1998 — Александр Ильич Ахиезер и Сидни Дрелл
- 1999 — Карен Аветикович Тер-Мартиросян и Габриэле Венециано
- 2000 — Евгений Львович Фейнберг и Джеймс Бьёркен
- 2001 — Лев Николаевич Липатов и Туллио Редже
- 2002 — Людвиг Дмитриевич Фаддеев и Брайс Девитт
- 2003 — Валерий Анатольевич Рубаков и Фримен Дайсон
- 2004 — Александр Фёдорович Андреев и Александр Маркович Поляков
- 2005 — Иосиф Бенционович Хриплович и Аркадий Иосифович Вайнштейн
- 2006 — Вадим Алексеевич Кузьмин и Говард Джорджи
- 2007 — Александр Абрамович Белавин и Йоитиро Намбу
- 2008 — Лев Борисович Окунь и Леонард Сасскинд
- 2009 — Борис Лазаревич Иоффе и Никола Кабиббо
- 2010 — Валентин Иванович Захаров и Андре Мартен[нем.]
- 2011 — Семён Соломонович Герштейн и Генрих Лейтвилер[нем.]
- 2012 — Спартак Тимофеевич Беляев и Хуан Малдасена
- 2013 — Андрей Алексеевич Славнов и Михаил Аркадьевич Шифман
- 2014 — Леонид Вениаминович Келдыш и Александр Борисович Замолодчиков
- 2015 — Стэнли Бродский[англ.] и Виктор Сергеевич Фадин
- 2016 — Кёртис Каллан и Юрий Антонович Симонов
- 2017 — Игорь Клебанов и Юрий Моисеевич Каган[1]
- 2018 — Джорджо Паризи и Лев Петрович Питаевский[2]
- 2019 — Роджер Пенроуз и Владимир Степанович Попов[3]
- 2020 — Серджо Феррара[англ.] и Михаил Андреевич Васильев
- 2021 — Ларри Маклерран[нем.] и Алексей Александрович Старобинский
- 2022 — Лучано Майани и Ирина Ярославна Арефьева
- 2023 — Якир Ааронов и Аркадий Александрович Цейтлин
- 2024 — Андрей Дмитриевич Линде и Игорь Викторович Тютин
- 2025 — Игорь Дмитриевич Новиков и Михаил Евгеньевич Шапошников